# Lymnaea
Die Gattung Lymnaea ist die namengebende Gattung der Familie der Schlammschnecken (Lymnaeidae), der Überfamilie Lymnaeoidea und der Unterfamilie Lymnaeinae, die zur Unterordnung Wasserlungenschnecken (Basommatophora) innerhalb der Lungenschnecken (Pulmonata) gerechnet werden. Zur Gattung Lymnaea gehört auch die größte heimische Süßwasserschnecke, die Spitzschlammschnecke (Lymnaea stagnalis).

## Systematik
Der systematische Umfang der Gattung ist immer noch sehr umstritten. Es gibt drei Ansätze, eine "Großgattung" Lymnaea ohne Untergattungen: alle Arten werden unter der Gattung Lymnaea geführt (Hubendick), eine „Großgattung“ Lymnaea mit Untergattungen (Kruglov & Starobogatov) und eine „Klein-Gattung“ Lymnaea mit einigen nahe verwandten aber selbständigen Gattungen (= die Untergattungen im intermediären Ansatz) (unter anderem Glöer). Auch die Anzahl der gültigen Arten ist umstritten. Die Zahl reicht von weit über 100 Arten in einer „Großgattung“ Lymnaea bis zu einem Minimum von weniger als einem Dutzend Arten („Kleingattung“ Lymnaea). Neue DNA-Untersuchungen und Kreuzungsversuche haben ergeben, dass Populationen, die früher als Lymnaea stagnalis bestimmt worden sind, in Wirklichkeit eigenständige Arten sind. Dies dürfte die Zahl von nur etwa einem Dutzend für die „Kleingattung“ Lymnaea doch sehr in Frage stellen. Entsprechend der Unsicherheit im Umfang der Gattung ist deshalb auch eine Charakterisierung der Gattung nur sehr schwer möglich.
- Spitzschlammschnecke Lymnaea stagnalis Linnaeus, 1758
- Lymnaea fragilis Linnaeus, 1758
- Lymnaea bodamica Müller, 1873
- Lymnaea doriana Bourguignat, 1862
- Lymnaea media Hartmann, 1844
- Lymnaea atkaensis Dall, 1884
- Lymnaea columella Say, 1817
- Lymnaea emarginata Say
- Lymnaea natalensis Krauss, 1848
- Lymnaea tomentosa tomentosa Pfeiffer, 1855
- Lymnaea tomentosa hamiltoni Dell, 1956
- Lymnaea vulnerata Küster, 1862